# لورين جوتليب
لورين غوتليب (بالإنجليزية: Lauren Gottlieb)‏ هي ممثلة وراقصة أمريكية من مواليد 8 يونيو 1988 سكوتسديل ولاية أريزونا ب الولايات المتحدة الأمريكية. لعبت دور البطولة في الفيلم الهندي الراقص أي شخص يستطيع الرقص، كما كانت وصيفة الحائزة على لقب برنامج التلفزيون الواقع (Jhalak Dikhhla Jaa) في موسمه السادس إلى جانب اتخادها كلجنة حكم في المواسم اللاحقة من البرنامج.

## التمثيل
ظهرت لورين أول مرة عام 2005 في فيلم الشبح الهامس
وكان أول طلقة غوتليب لفي التمثيل على الهامس تلفزيوني الشبح (2005). بعد ذلك في 2009 مثلت في (Make It or Break It) والسلسلة البوليسة سي اس آي: التحقيق في موقع الجريمة.
وكان أول دخول لبوليوود سنة 2013 مع الفيلم الراقص أي شخص يستطيع الرقص حيث لعبت دور البطولة الأنثوي، الفيلم أخرجه ريمو دي سوزا.